# Jedenáctiletá střední škola
Jedenáctiletá střední škola, hovorově též nazývaná jedenáctiletka, byl od roku 1953 druh školy, který poskytoval vyšší všeobecné vzdělání s maturitou a připravoval ke studiu na vysokých školách.

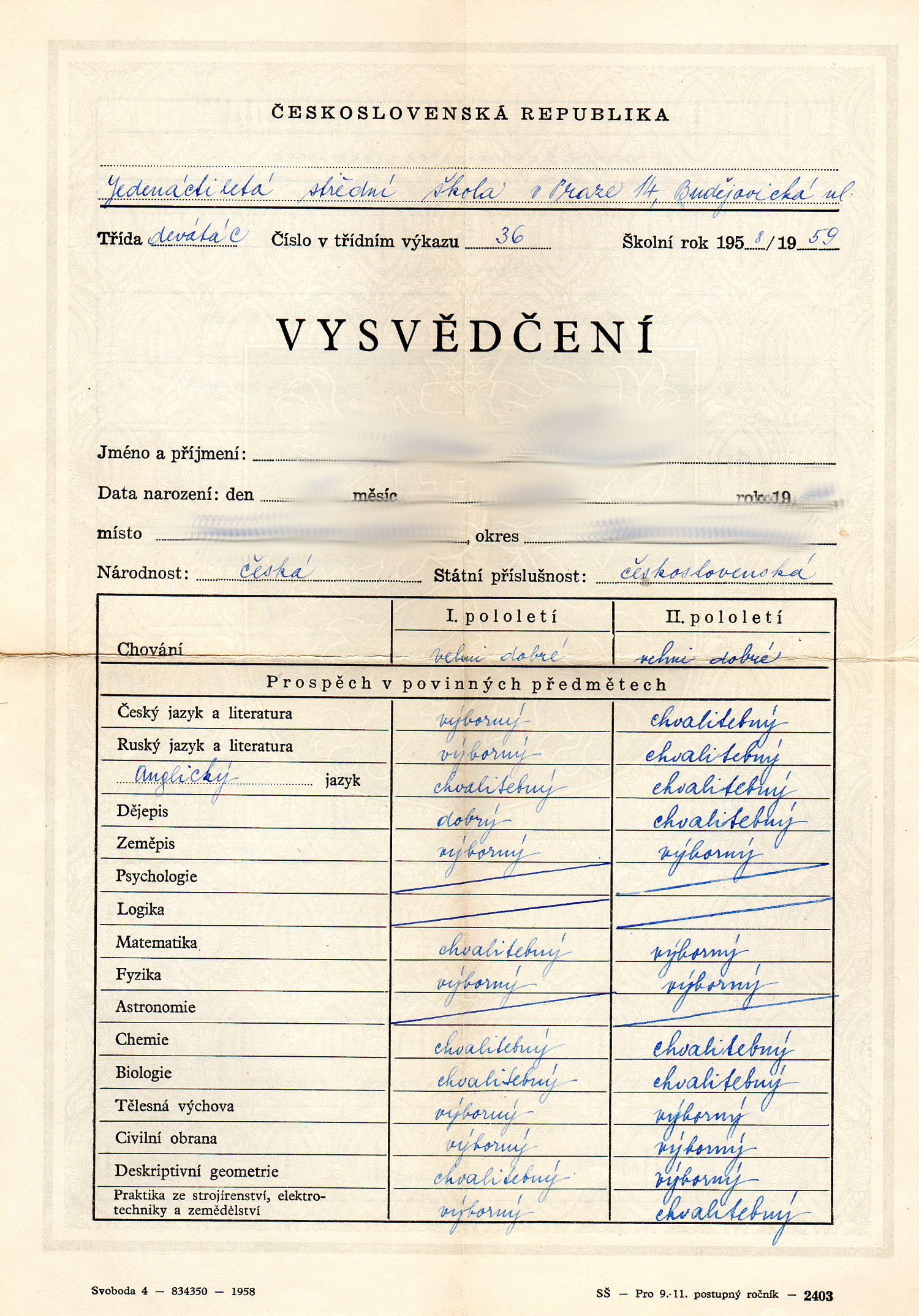
Vysvědčení z jedenáctiletky, 1959

## Zřízení jedenáctiletých středních škol
Jedenáctileté střední školy (JSŠ) byly zřizovány na základě zákona 31/1953 Sb. o školské soustavě a vzdělávání učitelů (školský zákon). Současně byla vládním nařízením 32/1953 Sb. zrušena gymnázia a přeměněna na všeobecně vzdělávací školy. 
Základní vzdělání bylo zkráceno na osmileté. Podle §4, odst. 2 Školského zákona byly poslední tři roky jedenáctileté střední školy výběrové. 
Jedenáctiletá střední škola kladla důraz na vzdělávání v exaktních vědách (matematika, fyzika a chemie). Naopak vzdělávání v cizích jazycích, s výjimkou ruštiny, zůstalo sice povinné, ale nebylo preferováno, oslabena byla i výuka biologie. JSŠ se svou koncepcí spíše blížila reálnému gymnáziu.

## Vyučované předměty
Usnesení vlády z 17. 11. 1953 stanovilo učební plán a celkový počet vyučovacích hodin pro 9.-11. třídy jedenáctiletých středních škol takto (počet hodin týdně za tři roky celkem)):
- Mateřský jazyk a literatura 14
- Jazyk ruský a literatura 12
- Další živý jazyk 6
- Dějepis 9
- Zeměpis 6
- Psychologie 1
- Logika 1
- Matematika 18
- Fyzika 10
- Astronomie 1
- Chemie 8
- Biologie 4
- Tělesná výchova 6
- Rýsování (Technické kreslení) 3
- Předvojenská výchova (Civilní obrana) 3

V průběhu času a podle jednotlivých škol docházelo k menším odchylkám od tohoto plánu (zavedení praktické výuky). Studium bylo ukončeno maturitní zkouškou. 

## Ukončení koncepce jedenáctiletého studia
Od roku 1959 byly pokusně zaváděny tzv. dvanáctileté školy. V roce 1960 byl schválen zákon o soustavě výchovy a vzdělání. V rámci účinnosti tohoto zákona byly obnoveny devítileté základní školy. Tříleté výběrové studium se osamostatnilo pod názvem střední všeobecně vzdělávací škola (SVVŠ).